# Senat Wowereit III
Der Senat Wowereit III bildete vom 23. November 2006 bis zum 24. November 2011 die Landesregierung von Berlin.
Nach der Wahl zum Abgeordnetenhaus von Berlin (16. Wahlperiode) vom 17. September 2006 wären sowohl eine rot-rote als auch eine rot-grüne Koalition möglich gewesen. Die SPD entschied sich für die Fortführung der seit 2002 amtierenden rot-roten Koalition.
| Amt                                                    | Name                                | Partei | Partei    |
| ------------------------------------------------------ | ----------------------------------- | ------ | --------- |
| Regierender Bürgermeister                              | Klaus Wowereit                      |        | SPD       |
| Bürgermeisterin                                        | Ingeborg Junge-Reyer                |        | SPD       |
| Senatorin für Stadtentwicklung                         | Ingeborg Junge-Reyer                |        | SPD       |
| Bürgermeister                                          | Harald Wolf                         |        | Die Linke |
| Senator für Wirtschaft, Technologie und Frauen         | Harald Wolf                         |        | Die Linke |
| Senator für Bildung, Wissenschaft und Forschung        | Jürgen Zöllner                      |        | SPD       |
| Senator für Finanzen                                   | Thilo Sarrazin                      |        | SPD       |
| Senator für Finanzen                                   | seit 1. Mai 2009: Ulrich Nußbaum    |        | parteilos |
| Senatorin für Gesundheit, Umwelt und Verbraucherschutz | Katrin Lompscher                    |        | Die Linke |
| Senator für Inneres und Sport                          | Ehrhart Körting                     |        | SPD       |
| Senatorin für Integration, Arbeit und Soziales         | Heidi Knake-Werner                  |        | Die Linke |
| Senatorin für Integration, Arbeit und Soziales         | seit 15. Oktober 2009: Carola Bluhm |        | Die Linke |
| Senatorin für Justiz                                   | Gisela von der Aue                  |        | SPD       |

Thilo Sarazzin wechselte zum 30. April 2009 in den Vorstand der Deutschen Bundesbank und legte hierfür das Amt als Finanzsenator nieder. Sein Nachfolger wurde der frühere Bremer Finanzsenator Ulrich Nußbaum.
Am 15. Oktober 2009 verabschiedete sich die bisherige Sozialsenatorin Heidi Knake-Werner aus Altersgründen aus der Politik. Ihr folgte Carola Bluhm.